# Ulina oculata
Ulina oculata är en fjärilsart som beskrevs av Sergius G. Kiriakoff 1967. Ulina oculata ingår i släktet Ulina och familjen tandspinnare. Inga underarter finns listade i Catalogue of Life.